# Robert Hurt
Robert Hurt (New York, 16 giugno 1969) è un politico statunitense, membro della Camera dei Rappresentanti per lo stato della Virginia dal 2011 al 2017.

## Biografia
Nato a New York, Hurt crebbe in Virginia e dopo la laurea in legge intraprese la professione di avvocato.
Entrato in politica con il Partito Repubblicano, dopo essere stato per un anno membro del consiglio comunale della sua città, nel 2001 Hurt venne eletto all'interno della legislatura statale della Virginia e vi rimase per nove anni.
Nel 2010 decise di candidarsi alla Camera dei Rappresentanti e sfidò il deputato democratico Tom Perriello, in carica da un solo mandato. Hurt riuscì a sconfiggere di misura Perriello e divenne così deputato, per poi essere riconfermato nelle successive tornate elettorali fino al suo ritiro nel 2016.